# 1945 a jogalkotásban
1945-ben az alábbi jogszabályokat alkották meg: 

## Magyarország

### Törvények
- 1945. évi I. törvény A magyar állami szuverénitás gyakorlásáról
- 1945. évi II. törvény Az államfőt megillető kinevezési jogkör gyakorlásáról
- 1945. évi III. törvény A Nemzeti Főtanácsról
- 1945. évi IV. törvény Az ideiglenes nemzeti kormány által Németországnak küldött hadüzenet jóváhagyásáról
- 1945. évi V. törvény a Moszkvában 1945. évi január hó 20. napján kötött fegyverszüneti egyezmény becikkelyezéséről
- 1945. évi VI. törvény a nagybirtokrendszer megszüntetéséről és a földmíves nép földhözjuttatása tárgyában kibocsátott kormányrendelet törvényerőre emeléséről (Nagy Imre-féle földreform)
- 1945. évi VII. törvény a népbíráskodás tárgyában kibocsátott kormányrendeletek törvényerőre emeléséről
- 1945. évi VIII. törvény A nemzetgyűlési választásokról
- 1945. évi IX. törvény a Budapest főváros felszabadításánál elesett szovjet katonák emlékének megörökítéséről
- 1945. évi X. törvény Az 1945. évben viselendő közterhekről és fedezendő kiadásokról
- 1945. évi XI. törvény Az államhatalom gyakorlásának ideiglenes rendezéséről

### Egyéb fontosabb jogszabályok
- 14/1945. ME rendelet  a közigazgatás újjászervezéséről (jan. 4.)
- 15/1945. ME rendelet  az igazoló eljárásról (jan. 4.)
- 81/1945. ME rendelet  a népbíróságokról (jan. 25.)
- 529/1945. ME rendelet  a fasiszta pártok és egyesületek feloszlatásáról (febr. 26., ill. márc. 17.)
- 530/1945. ME rendelet a fasiszta szellemű és szovjetellenes sajtótermékek megsemmisítéséről (márc. 17.)
- 600/1945 ME rendelet  a nagybirtokrendszer megszüntetéséről és a földműves nép földhözjuttatásáról (márc. 17.)
- 1.440/1945. ME rendelet a népbíráskodásról szóló 81/1945. ME számú rendelet módosítása és kiegészítése tárgyában (ápr. 27.)
- 1.690/1945. ME rendelet a csendőrség feloszlatásáról és a demokratikus  államrendőrség felállításáról (máj. 10.)
- 3.100/1945. (VI. 18.) ME rendelet a részvénytársaságok és a szövetkezetek igazgatóságának és felügyelő bizottságának kiegészítése, valamint közgyűlésük megtartásának kivételes engedélyezése tárgyában
- 3.820/1945. ME rendelet  a német lakosság kategorizálásáról és e csoportok elleni intézkedésekről (júl. 1.)
- 6.300/1945. ME rendelet az állam szociálpolitikai feladatairól és a szociálpolitikai szervekről szóló  (Magyar Közlöny 1945. évi 101. szám)
- 6.650/1945. ME rendelet  a 8 osztályos általános iskolák szervezéséről (aug. 18.)
- 12.330/1945. ME rendelet a németek kitelepítéséről (dec. 29.)